# Сан Савино (Римини)
Сан Савино је насеље у Италији у округу Римини, региону Емилија-Ромања.
Према процени из 2011. у насељу је живело 950 становника. Насеље се налази на надморској висини од 137 м.